# Дорошев, Павел
Па́вел До́рошев (латыш. Pāvels Doroševs; 9 октября 1980, Рига) — латвийский футболист, вратарь. Выступал за сборную Латвии.

## Биография
Воспитанник футбольной школы рижского «Сконто». Во взрослом футболе начал играть в 1998 году в составе клуба «Ранто-Микс» в высшей лиге Латвии, клуб занял последнее место в том сезоне. Затем игрок выступал в первой лиге за «ЛББ-Мидо» и «Сконто/Металс». В 2000 и 2001 годах сыграл по одному матчу за основную команду «Сконто», клуб в тех сезонах становился чемпионом и обладателем Кубка Латвии.
В 2001 году перешёл в клуб «ПФК/Даугава», где провёл полтора сезона. Затем играл за «Динабург», «Юрмалу» и «Ригу». В 2005 году вернулся в «Сконто» и играл за клуб следующие четыре сезона, хотя и не был безоговорочным первым номером, но сыграл за это время 50 матчей в чемпионате. Становился серебряным (2005) и бронзовым (2006, 2008) призёром чемпионата Латвии, финалист Кубка страны 2006 года.
В феврале 2009 года перешёл в азербайджанский клуб «Габала», где выступал четыре года, сыграв 90 матчей в чемпионате Азербайджана. Клуб в этот период был середняком чемпионата страны, лучшим результатом стало пятое место в сезоне 2011/12. В конце 2010 года вратарь на протяжении 952 минут не пропускал голов.
В 2012 году вернулся на родину и провёл полтора сезона в клубе «Металлург» (Лиепая), стал финалистом Кубка Латвии 2012/13. Летом 2013 года перешёл в азербайджанский «Нефтчи» (Баку), однако был резервным вратарём и за полтора года сыграл только 5 матчей в чемпионате, а также 4 игры в Кубке Азербайджана, где стал победителем в сезоне 2013/14.
Летом 2015 года перешёл в «Лиепаю» и в том же сезоне стал чемпионом Латвии. Продолжал выступать за клуб до лета 2017 года, серебряный призёр чемпионата Латвии 2017 года. Осеннюю часть 2017 года провёл в клубе пятого дивизиона Польши «Олимпия» (Ковары). Весной 2018 года выступал за литовский «Атлантас» (Клайпеда). С лета 2018 года играет в низших лигах Германии за «Викторию» (Зелов).
В национальную сборную Латвии вызывался с 2005 года, однако долгое время был резервистом. Дебютировал 22 мая 2012 года в товарищеском матче против Польши (0:1). Всего в 2012—2013 годах сыграл три матча за сборную, все — товарищеские.

## Достижения
- Чемпион Латвии: 2000, 2001, 2015
- Серебряный призёр чемпионата Латвии: 2005, 2017
- Бронзовый призёр чемпионата Латвии: 2006, 2008
- Обладатель Кубка Латвии: 2000, 2001
- Обладатель Кубка Азербайджана: 2013/14